# Коломенское (комбинат)
«Коломенское» («Коломенский») — кондитерско-булочный комбинат в московском районе Нагатино-Садовники, специализируется на выпечке пшеничного хлеба, вафельной продукции, также производит ржано-пшеничные и заварные сорта хлеба, сдобные и слоёные булочные изделия, зефир.
Пущен в 1956 году как Московский хлебозавод-автомат № 15, в 1986 году реконструирован и освоил производство вафельных тортов, современное наименование получил в 1991 году. В 1994 году акционирован, с 2007 года принадлежит строительной компании Sminex. В 2020 году на базе предприятия владельцами создан булочно-кондитерский холдинг «Коломенский», приобретший в 2022 году хлебозаводы подразделения Fazer (включая Хлебозавод Московского района и комбинат «Звёздный»).

## Расположение
Улица, на которой расположено предприятие, в связи с его постройкой получила название Хлебозаводский проезд; корпуса комбината — строения в восточной его части с адресом Хлебозаводский проезд, 7. Площадь участка комбината — около 3 га. Первый корпус комбината — пятиэтажное здание, сданное в 1955 году, стои́т фасадом к Хлебозаводскому проезду, общая площадь помещений — 7,8 тыс. м². В 1985 году во внутренней части квартала вплотную к нему пристроен корпус площадью помещений 11 тыс. м². Также на территории расположено несколько небольших корпусов, построенных с 1973 по 1993 годы.
Три крупнопанельных здания на востоке территории — пятиэтажное постройки 1995 года, десятиэтажное, возведённое в 2006 году, и восьмиэтажное 2008 года — используются владельцами для сдачи в аренду под офисы (бизнес-центр «Калейдоскоп», заявленная площадь сдаваемых помещений — 36 тыс. м²); первые два корпуса использовались комбинатом как производственные и перепрофилированы после 2007 года, третий — строился как производственный, но введён в эксплуатацию уже как часть офисного центра.

## История
Хлебозавод № 15 начал выпуск продукции в 1956 году, изначально был специализирован на пшеничные сорта хлеба. Завод был оборудован шестью автоматическими поточными линиями суммарной мощностью 120 тонн продукции в сутки, за счёт высокого уровня автоматизации производства относился к классу хлебозаводов-автоматов. Численность занятых на производстве в конце 1950-х годов — около 300 человек.
В 1986 году хлебопекарное производство реконструировано и построен кондитерский цех, на котором с 1987 года освоен выпуск шоколадно-вафельных тортов под маркой «Шоколадница», используемой предприятием также и по состоянию на 2015 год (впоследствии под этой маркой также стал производиться зефир).
В июне 1994 году предприятие акционировано по программе приватизации, основная часть акций распределена среди трудового коллектива, часть передана Правительству Москвы; по состоянию на 1996 год город обладал долей 20 % в открытом акционерном обществе «МБКК „Коломенское“». Главное направление изменений на предприятии в первые годы самостоятельности — развитие кондитерского производства в условиях стагнации рынка хлеба. В 1999 году комбинат оснащён полностью автоматизированной вафельной линией Hebenstreit, существенно увеличившей производительность и объёмы выпуска вафельной продукции. В конце 1990-х годов за счёт освоения упаковки хлеба и брендирования предприятию удалось также нарастить суточный выпуск хлебопродукции с 60—70 тонн до 100 тонн.
В 2005 году комбинат получил разрешение на строительство на территории предприятия гостиницы. В 2005—2007 годы велись переговоры о продаже предприятия, наиболее вероятным претендентом считалась компания «Объединённые кондитеры» (приобретшая в 2005 году сходный по профилю и мощности комбинат «Серебряный бор»), стоимость бизнеса оценивалась на уровне $70 млн. В 2007 году 93 % акций комбината куплены компанией Sminex бывшего совладельца и генерального директора «Росбилдинга» Алексея Тулупова, сумма сделки не разглашалась. Наблюдатели полагали, что девелоперская компания приобрела предприятие ради 3 га площадей и разрешения на строительство гостиницы, и вскоре может закрыть комбинат. Однако этого не произошло, в разное время после приобретения владелец отмечал, что рентабельность предприятия удовлетворительная и необходимости в перепрофилировании нет, при этом выражая готовность продать комбинат (наряду с другим пищперомышленным активом — крахмальным заводом «Гулькевичский»). По состоянию на 2015 год предприятие выпускает весь ассортимент продукции как под традиционными торговыми марками («Шоколадница», «Коломенское»), так и под новыми («Ржаной край», «Ломайка»).

## Собственники и руководство
Альберт Мкртычян — директор комбината с 1991 года по 2007 год. По состоянию на 2007 год Альберт Мкртычян владел долей около 69 % акций комбината, 17 % принадлежало Нине Мкртычян, 12,5 % акций находилось на руках у трудового коллектива; с 2007 года 93 % акций предприятия перешло к компании Sminex Алексея Тулупова.
Директор комбината в конце 2000-х годов — Андрей Тясто (бывший менеджер «Росбилдинга», впоследствии в 2012 году возглавил строительную компанию «Баркли»). Управляющий директор в начале 2010-х годов — бывший директор по продажам петербургского «Хлебного дома» Максим Большов.
Юридическое лицо, осуществляющее деятельность комбината — закрытое акционерное общество «Булочно-кондитерский комбинат „Коломенский“». Открытое акционерное общество «Московский булочно-кондитерский комбинат „Коломенское“», длительное время являвшееся основным юрлицом предприятия, принадлежит единственному акционеру (обществу с ограниченной ответственностью) и владеет только зданиями делового центра на территории предприятия, осуществляя лишь деятельность по сдаче помещений в аренду.

## Показатели деятельности
Оборот комбината в 2007 году — около $50 млн (около 1,2 млрд руб. по курсу на конец года), в 2008 году выручка составила около 1,5 млрд руб.. Суммарный натуральный объём выпуска готовой продукции в 2007 году составил 90 тыс. тонн. По состоянию на 2011 год комбинат занимал около 6 % московского рынка хлеба (4-е место после трёх предприятий группы «Черёмушки», Хлебозавода № 22 и «Черкизово») и около 30 % рынка вафельных тортов. При суточной мощности комбината в 200 тонн хлебопродукции и 30 тонн кондитерского ассортимента, по состоянию на 2011 год завод ежедневно выпекает 120 тонн хлебопродукции и 26 тонн вафельных изделий.
Численность персонала в начале 2000-х годов — 1,1 тыс. человек, в 2011 году количество работников составило 800 человек.